# Lagoa da Pampulha
A Lagoa da Pampulha é uma lagoa situada na região da Pampulha no município de Belo Horizonte no Estado de Minas Gerais. Faz parte de um complexo de monumentos arquitetônicos concebidos por Oscar Niemeyer, com projetos estruturais do engenheiro Joaquim Cardozo, que foram construídos durante a gestão de Juscelino Kubitschek à frente da prefeitura de Belo Horizonte.
Nas proximidades da lagoa, encontram-se várias atrações turísticas, como o Parque Promotor Lins do Rego, o Jardim Botânico, o Jardim Zoológico de Belo Horizonte, o Estádio Governador Magalhães Pinto (Mineirão), o Ginásio Mineirinho, o Parque Guanabara, a Igreja de São Francisco de Assis e o Museu de Arte da Pampulha.
Embora a ideia original de criar a Lagoa da Pampulha tenha surgido sob a administração do prefeito Otacílio Negrão de Lima, o projeto se expandiu sob a gestão de Juscelino Kubitschek, transformando-se em um grande complexo arquitetônico. Criado por Oscar Niemeyer e com cálculos estruturais de Joaquim Cardozo, o projeto se tornou um marco de relevância internacional, destacando a capacidade de Kubitschek em conciliar a tradição com seu espírito inovador. A região também se tornou um centro de entretenimento, com locais como o Cassino e a Casa do Baile oferecendo ambientes luxuosos para a população.
A lagoa da Pampulha também é palco de grandes eventos esportivos como a Volta Internacional da Pampulha, entre outras competições nacionais e internacionais. Em 2010 recebeu um desfile com personagens da Disney.

## História

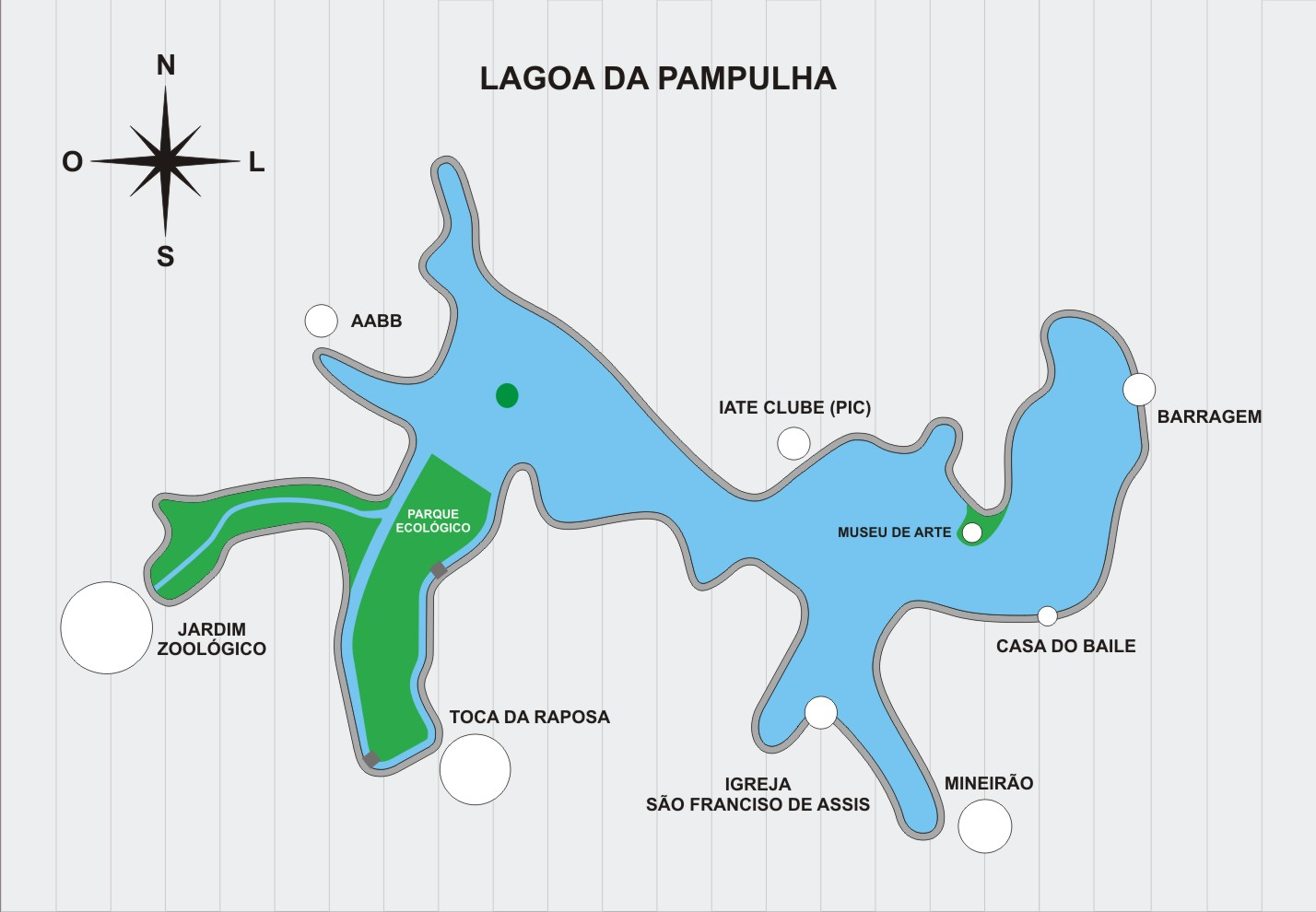
Contorno da lagoa e principais pontos turísticos.

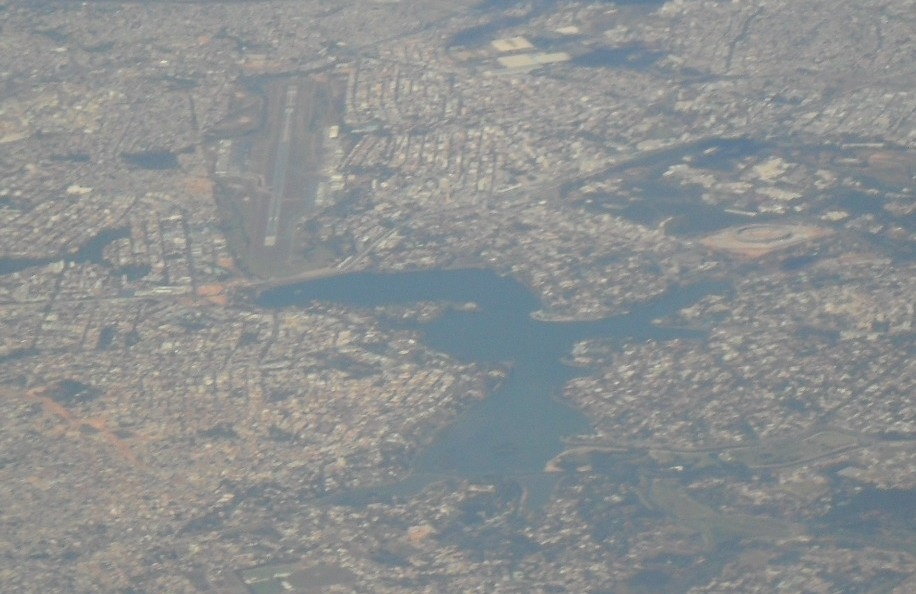
Vista aérea da lagoa e do aeroporto da Pampulha.

Em 1936, o prefeito de Belo Horizonte, Otacílio Negrão de Lima, iniciou o represamento do Ribeirão Pampulha, objetivando a construção de uma lagoa, cuja finalidade seria amortecer enchentes e contribuir para o abastecimento da capital. A obra foi completada em 1943 na gestão de seu sucessor, Juscelino Kubitschek. Em seus planos de modernização da cidade, JK aproveitou a lagoa para construir um conjunto arquitetônico mundialmente famoso, desenhado pelo arquiteto Oscar Niemeyer com projetos estruturais do engenheiro Joaquim Cardozo. Mais tarde a orla da Pampulha foi cercada por uma imensa estrutura de lazer, como o estádio Mineirão, o ginásio Mineirinho, o Zoológico de Belo Horizonte, o Centro de Preparação Equestre da Lagoa e pistas para ciclismo e caminhada.

### Revitalização
A lagoa da Pampulha já foi área de lazer, sendo frequentada por banhistas, desportistas e famílias, até os anos 1980, quando a começou a ser poluída pelos córregos e fábricas do seu entorno.
Nos anos de 1979 e 1996 foram realizadas obras de dragagem de sedimentos que causaram a perda de grande parte do espelho d'água original da lagoa, já que o gigantesco montante de sedimentos foi apenas remanejado no interior do reservatório, formando uma ilha na região de desembocadura dos córregos Ressaca e Sarandi, sobre a qual foi inaugurada, já década de 2000, o Parque Ecológico Promotor Francisco Lins do Rego.
Em julho de 2001, a prefeitura passou a realizar diversas obras de recuperação da Lagoa e entorno. Em 2002, foi inaugurado um vertedouro de Tratamento das Águas dos Córregos Ressaca e Sarandi, construído em parceria com a Copasa. Havia a intenção de completar a recuperação até a Copa do Mundo FIFA de 2014, mas a revitalização encontra entraves principalmente envolvendo os córregos que abastecem a lagoa: o Córrego Xangrilá recebe esgoto do bairro homônimo por falta de uma rede adequada, e uma grande ocupação de 3,9 mil famílias em Contagem despeja seu lixo no Córrego Sarandi.
Em 2006, foi inaugurado o Mirante Bandeirantes em frente à Casa Kubitschek, na orla da lagoa da Pampulha. No Mirante foram homenageados com esculturas de bronze em tamanho real Juscelino Kubitschek, Oscar Niemeyer, Cândido Portinari e Burle Marx.

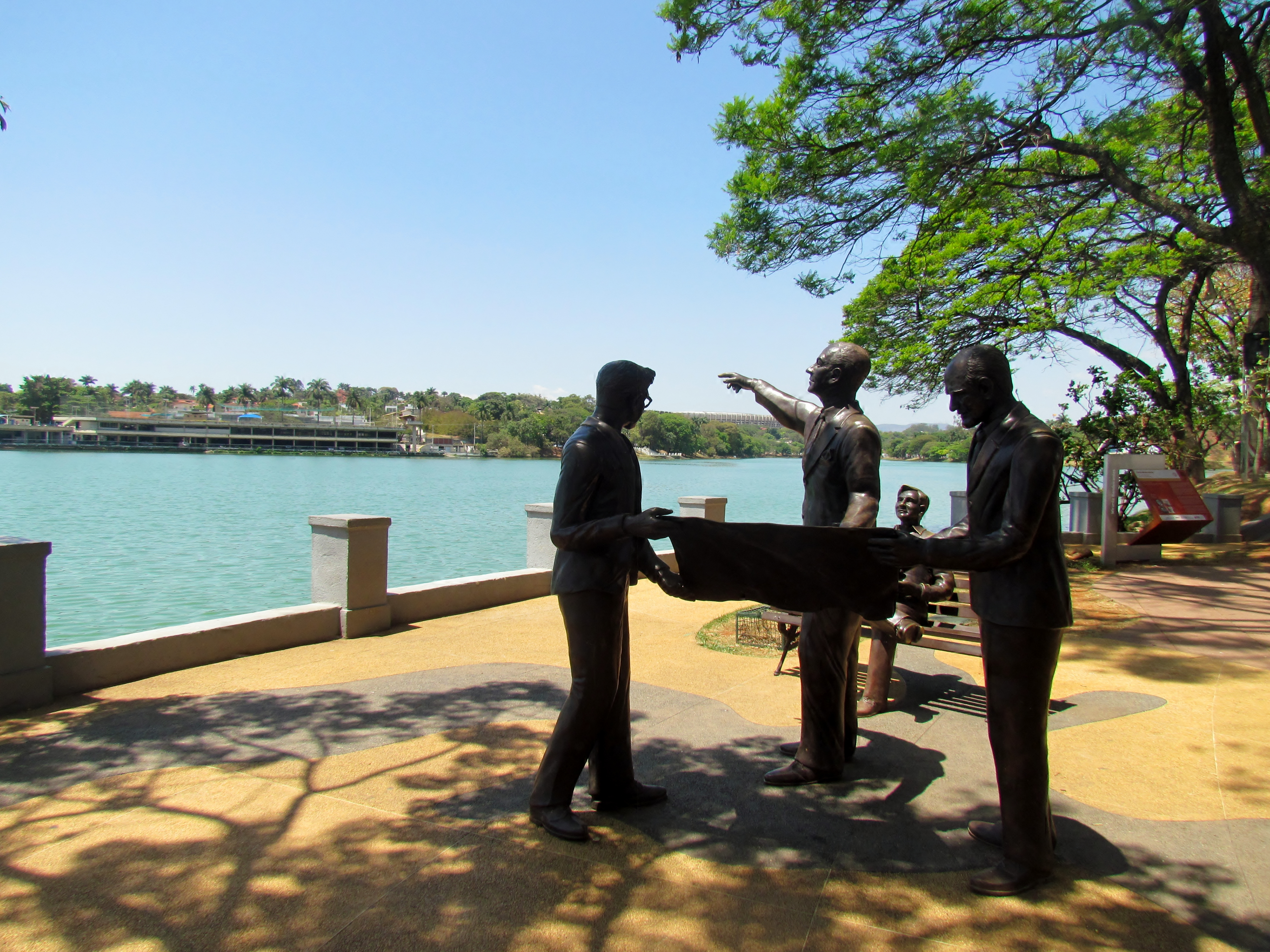
Esculturas de Juscelino Kubitschek, Oscar Niemeyer, Cândido Portinari e Burle Marx.

## Hidrografia
A bacia hidrográfica da lagoa da Pampulha faz parte da bacia do Rio das Velhas, o qual desemboca no Rio São Francisco. Possui área de 97,91 km², dividida entre os municípios de Belo Horizonte e Contagem.
Os principais afluentes do ribeirão Pampulha, onde foi construído o reservatório, são os córregos Sarandi e Ressaca. A profundidade máxima medida na lagoa da Pampulha em 2007 foi de 16,17 m, nas proximidades da barragem.

## Verticalização
Em 2008, iniciou-se a discussão sobre um projeto de lei que visava a verticalização da região, permitindo a construção de prédios ao redor da orla da lagoa. No entanto, o projeto não obteve apoio da população e, em 2010, os vereadores rejeitaram a proposta, alinhando-se à nova lei de uso e ocupação do solo da cidade, aprovada pela Câmara Municipal.